# Abolboda acicularis
Abolboda acicularis är en gräsväxtart som beskrevs av Idrobo och Lyman Bradford Smith. Abolboda acicularis ingår i släktet Abolboda och familjen Xyridaceae. Utöver nominatformen finns också underarten A. a. acicularis.